# Chiesa di San Biagio (Montorgiali)
La chiesa di San Biagio è un edificio sacro situato a Montorgiali, nel comune di Scansano. Affianca lateralmente l'imponente complesso del castello di Montorgiali.

## Storia e descrizione
L'edificio originario risale al Medioevo, ma nel Sei-Settecento ha subito radicali rimaneggiamenti.
L'interno ad aula unica presenta l'altare maggiore e i quattro laterali realizzati in gesso e stucco con una certa accuratezza secondo stilemi tardo barocchi. Da notare due dipinti di scuola senese della prima metà del secolo XVII: la Nascita della Vergine e la Madonna col bambino e san Giuseppe in gloria.
Una delle opere più importanti della chiesa è lo stendardo processionale, attribuito ad Alessandro Casolani, che per esigenze di conservazione è stato trasferito a Pitigliano nel museo diocesano. Di elegante fattura sono l'acquasantiera a fusto e il candelabro per il cero pasquale nell'abside, entrambi secenteschi.